# پوتسوماجیوره
پوتسوماجیوره (به ایتالیایی: Pozzomaggiore) یک کومونه در ایتالیا است که در استان ساساری واقع شده‌است.

## خصوصیات
پوتسوماجیوره ۷۹٫۴ کیلومترمربع مساحت و ۲٬۸۷۱ نفر جمعیت دارد.